# 麻園頭
麻園頭，原寫為蔴園頭，是臺灣臺中市西區的一個傳統地域名稱，位於該區西北部。相較於今日行政區，其範圍大致為忠誠里不含最北端、忠明里、中興里不含東北端及南部邊界地帶中段、公益里、公平里不含西北部、公德里不含最南端、公正里不含西北端及西南部凸出部分，另外還包括南屯區大同里東北端，西屯區何明里東部中段，以及北區淡溝里西部邊界地帶北段。

## 歷史
台灣清治末期至日治初期，麻園頭地區為一街庄，稱為「蔴園頭庄」，隸屬於捒東下堡。該庄西北及北與何厝庄為鄰，東與乾溝仔庄、後壠仔庄為鄰，南邊為土庫庄，西南邊為田心庄，西邊為溝仔墘庄。
1901年（日治明治三十四年）11月，全台廢縣廳改設二十廳，該庄隸屬於臺中廳。1903年（明治三十六年）6月，該庄編入「犁頭店區」，隸屬於臺中廳。1909年（明治四十二年）10月，合併二十廳為十二廳，犁頭店區隸屬不變。1920年（大正九年），全台地方制度大改正，廢十二廳改設五州二廳，該庄改制並簡化為「麻園頭」大字，隸屬於臺中州大屯郡南屯庄。1941年9月，土庫、麻園頭併入州轄臺中市。
戰後麻園頭劃入西區，隸屬於臺灣省轄臺中市，大字亦改制為里。2010年12月，臺中縣市合併為直轄臺中市，西區隸屬不變。

## 聚落
本地區發展較早的聚落為蔴園頭、九甲，在日治期初期的官方地圖上已有記載。

## 交通
省道台12線（台灣大道二段）是梧棲港至台鐵台中車站的平面幹道，大致以西北—東南經過本地區東北部。由該道路向西北可經省道台74線交流道、國道1號臺中交流道前往龍井東北端、沙鹿、梧棲並止於省道台17線路口，向東南可前往台中市區並止於台鐵台中車站前。

## 學校
- 忠明高中
- 忠明國小

## 廟宇
- 中興里福德祠（土地祠）

## 溪流
- 麻園頭溪